# Plavé Vozokany
Plavé Vozokany (hongrois : Fakóvezekény) est un village de Slovaquie situé dans la région de Nitra.

## Histoire
Première mention écrite du village en 1327.

## Démographie

### Évolution de la population
| Année:               | 1994. | 2004.   | 2014.   | 2024.   |
| -------------------- | ----- | ------- | ------- | ------- |
| Nombre de personnes: | 928   | 866     | 810     | 768     |
| Différence:          |       | -6,68 % | -6,46 % | -5,18 % |

| Année:               | 2023. | 2024.   |
| -------------------- | ----- | ------- |
| Nombre de personnes: | 755   | 768     |
| Différence:          |       | +1,72 % |